# Adolf Abraham Halevi Fraenkel
Adolf Abraham Halevi Fraenkel (em hebraico:   אברהם הלוי פרנקל; Munique, 17 de fevereiro de 1891 — Jerusalém, 15 de outubro de 1965) foi um matemático judeu nascido e criado na Alemanha.
Em 1922 melhorou o sistema axiomático criado por Ernst Zermelo. Ao mesmo tempo e de forma independente, Thoralf Skolem fazia o mesmo. O resultado, um sistema de dez axiomas, chamados de axiomas de Zermelo-Fraenkel, é o mais utilizado atualmente para fundamentar a teoria dos conjuntos.

## Vida
Fraenkel estudou matemática na Universidade de Munique, Universidade de Berlim, Universidade de Marburg e Universidade de Wrocław. Após e graduação lecionou na Universidade de Marburg em 1916, sendo promovido para professor em 1922.
Após sair de Marburg em 1928, Fraenkel ensinou na Universidade de Quiel por um ano. Ele então tomou a decisiva escolha de aceitar um cargo na Universidade Hebraica de Jerusalém, fundada quatro anos antes, onde ele passou o resto de sua carreira. Ele se tornou o primeiro Decano da Faculdade de Matemática, e por um tempo serviu como Reitor da Universidade.
Fraenkel era um fervoroso Sionista, e como tal era um membro do Conselho Nacional Judeu e da Assembleia de Representantes Judaica sob o mandato inglês.  Ele também pertencia ao Mizrachi, ala religiosa do Sionismo, que promovia educação religiosa Judaica e escolas, e que advocou dando ao Rabino Chefe autoridade sob casamento e divórcio.

## Matemático
O primeiro trabalho de Fraenkel foi nos números p-ádicos de Kurt Hensel e na Teoria dos anéis. Ele é conhecido por seu trabalho em teoria axiomática dos conjuntos, publicando seu primeiro grande trabalho no tema ("Einleitung in die Mengenlehre"), em 1919. Em 1922 e 1925 ele publicou dois artigos em que procurava melhorar o sistema axiomático de Zermelo; o resultado são os Axiomas de Zermelo-Fraenkel. Fraenkel trabalhou na Teoria dos conjuntos e nos Fundamentos da matemática.
Fraenkel também estava interessado na história da matemática, escrevendo em 1920 e 1930 sobre os trabalhos algébricos de Gauss, e ele publicou uma biografia de Cantor. Depois de se aposentar da Universidade Hebraica e de ser sucedido por seu ex-estudante Abraham Robinson, Fraenkel continuou ensinando na Universidade Bar Ilan, em Ramat Gan (próximo a Tel Aviv).

## Prêmios
- Em 1956, Fraenkel recebeu o Prêmio Israel, por ciências exatas.[1]

## Trabalhos publicados
- 1908. "Bestimmung des Datums des jüdischen Osterfestes für die Zeitrechnung der Mohammedaner." Em Zeitschrift für Mathematik und naturwissenschaft Unterricht (39).
- 1909. "Eine Formel zur Verwandlung jüdischer Daten in mohammedanische." Em Monatsschrift für Geschichte und Wissenschaft des Judentums, 53. Jahrgang, Heft 11-12.
- 1910. "Die Berechnung des Osterfestes". Journal für die reine und angewandte Mathematik, vol 138.
- 1918. "Praktisches zur Universitätsgründung in Jerusalem".  Der Jude 3:404–414.
- 1918b. "Mathematik und Apologie". Jeschurun, 5:112–126.
- 1919. Einleitung in die Mengenlehre.  Berlin: Verlag von Julius Springer.
- 1920. Materialien für eine wissenschaftliche Biographie von Gauss.
- 1921. "Die neueren Ideen zur Grundlagung der Analysis und Mengenlehre." Em Jahresbericht Der Deutschen Mathematiker-Vereinigung.
- 1922b. "The notion of 'definite' and the independence of the axiom of choice" em Jean van Heijenoort, 1967. From Frege to Godel: A Source Book in Mathematical Logic, 1879-1931. Harvard Univ. Press: 284–289.
- 1922. "Zu den Grundlagen der Cantor-Zermeloschen Mengenlehre", Mathematische Annalen 86: 230-7.
- 1924. "Die neueren Ideen zur Grundlegung der Analysis und Mengenlehre" Em Jahrsebericht Der Deutschen Mathematiker-Vereinigung, Vol 33, 97-103.
- 1924. "The Jewish University in Jerusalem (From the Viewpoint of Orthodoxy)". Jewish Forum, January: VII (1), 27–31.
- 1924b "The Jewish University in Jerusalem (From the Viewpoint of Orthodoxy)". Jewish Forum, May: VII (5), 299-302.
- 1925. "Leben, Natur, Religion". Jeschurun 12:337–348.
- 1930. "Georg Cantor," in Jahresbericht der Deutschen Mathematiker-Vereinigung 39, 189-266.  Também apareceu separadametne como Georg Cantor Leipzig: B. G. Teubner e é condenasda na obra Gesammelte Abhandlungen, de Cantor.
- 1930-1 (5691). "אמונות ודעות לאור מדעי הטבע".  Parte 1 em ההד VI(8) 16-19, part 2 em ההד VI(9).  Reimpressos juntos como uma monografia por ההד em 1931 Reimpresso em 1987-8. Traduzido por Mark Zelcer em Hakirah vol 12.
- 1930-1b. "Die heutigen Gegensätze in der Grundlegung der Mathematik." Em Erkenntnis 1 Bd.
- 1935. "Zum Diagonalverfahren Cantors," Fundamenta Mathematicae 25, 45-50.
- 1935. "Concerning the Method of Number Pairs." Philosophy of Science 2 (1).
- 1938. "Alfred Loewy (1873-1935)".  Em Scripta Mathematica.  Vol V(1).
- 1939. "Natural Numbers as Cardinals." Em Scripta Mathematica VI (2).
- 1940. "Natural Numbers as Ordinals." Em Scripta Mathematica VII (1-4).
- 1941. "מכתב למערכת". Em הצופה September 12, p8.
- 1943. הילודה בישוב ובעיותיה.  Jerusalem: D. B. Aaronson.
- 1943b. יצחק ניוטון 1642-1942: דברים שנאמרו על-ידי ד"ר י.ל. מאגנס, ..., א.ה. פרנקל...י.רקח... בחגיגת ניוטון שנערכה באוניברסיטה העברית בירושלים, ביום ג' אדר תש"ג [1943].  ירושלים : חברה להוצאת ספרים על-יד האוניברסיטה העברית
- 1943c. "Problems and Methods in Modern Mathematics - 1. In Scripta Mathematica IX (1).
- 1943d. "Problems and Methods in Modern Mathematics - 2." In Scripta Mathematica IX (2).
- 1943e. "Problems and Methods in Modern Mathematics - 3." In Scripta Mathematica IX (3).
- 1943c. "Problems and Methods in Modern Mathematics - 4." In Scripta Mathematica IX (4).
- 1944. "Problems and Methods in Modern Mathematics - 5." Em Scripta Mathematica X (3-4).
- 1945. "על נימוקיהם של דחיית אד"ו ושל הסדר גו"ח אדז"ט לשנים המעוברות".  Em Y. L. Fishman (ed.) זכרון לנשמת הרב אברהם יצחק הכהן קוק למלאות עשר שנים לפטירתו, קובץ תורני-מדעי. Jerusalem Mossad HaRav Kook.
- 1946. "Address by Abraham A. Fraenkel". Em Founder’s Day: The Dropsie College for Hebrew and Cognate learning. Addresses: The Honorable Herbert H. Lehman, Professor Abraham Fraenkel. Philadelphia: Dropsie College.
- 1946. "The Recent Controversies about the Foundations of Mathematics.” Em Scripta Mathematica XII(4).
- 1947. "The Hebrew University and the Regulation of Secondary Education in Palestine". Em Jewish Education 18:2.
- 1947. "The recent controversies about the foundation of mathematics." Em Scripta Mathematica XIII, pp 17–36.
- 1951. "On the Crisis of the Principle of Excluded Middle." Em Scripta Mathematica XV (1-2).
- 1953. מבוא למתמטיקה: בעיות ושיטות מן המתמטיקה החדישה. Ramat Gan: Masada Publishing.
- 1953b. Abstract Set theory.  Amsterdam: North Holland Publishing Co.
- 1955.  Integers and the Theory of Numbers. New York: [Scripta Mathematica], Yeshiva University.
- 1955b. ."על סדר התפילות בקיבוץ הדתי" Em שי לישעיה: ספר יובל לר' ישעיהו וולפסברג בן הששים. Y. Tirosh (ed.). Tel Aviv: Merkaz LeTarbut Shel HaPoel Mizrahi; 193-194.
- 1958. "משום ירקיא - משום מתיא". Em Shimon Braunstein e Gershon Chorgon (eds.) ספר יובל לכבוד שמואל קלמן מירסקי. New York: Vaad HaYovel; 248-250.
- 1960. "Jewish mathematics and astronomy". Em Scripta Mathematica XXV, pp 33–47. (Surgiu em Hebraico em Tekhnika Umada, Tel Aviv, 1947. Nota de rodapé 12 da versão Scripta Mathematica alega que a redação foi escrita nos anos 1930.)
- 1960. "Epistemology and logic" em Synthese 12, pp 333–337.
- 1960. "Theory of Sets" em Encyclopædia Britannica.
- 1961. Essays on the foundations of mathematics, dedicated to A. A. Fraenkel on his seventieth anniversary. Y. Bar-Hillel, E. I. J. Poznanski, M. O. Rabin e A. Robinson, eds. Jerusalem, the Hebrew University: Magnes Press.
- 1966 (1953). Abstract Set Theory. North Holland.
- 1966. Set Theory and Logic. Addison-Wesley.
- 1966.  "עיבור שנים וקידוש החודש". Em אמונה, דת ומדע.  Jerusalem: Misrad HaChinuch VeHaTarbut.
- 1967. Lebenskreise: Aus den Erinnerungen eines jüdischen Mathematikers. Deutsche Verlags-Anstalt.
- 1969.   "הלוח העברי."  Encyclopedia Hebraica, vol 26.
- 1973 (1958). (com Yehoshua Bar-Hillel, Azriel Levy, e Dirk van Dalen) Foundations of Set Theory. North Holland.